# Myrcia fosteri
Myrcia fosteri là một loài thực vật thuộc họ Myrtaceae. Đây là loài đặc hữu của Panama. Chúng hiện đang bị đe dọa vì mất môi trường sống.